# Lijst van Mantellidae
Onderstaand een lijst van alle soorten kikkers uit de familie gouden kikkers (Mantellidae). De lijst is gebaseerd op Amphibian Species of the World.
- Aglyptodactylus laticeps
- Aglyptodactylus madagascariensis
- Aglyptodactylus securifer
- Blommersia angolafa
- Blommersia blommersae
- Blommersia dejongi
- Blommersia domerguei
- Blommersia galani
- Blommersia grandisonae
- Blommersia kely
- Blommersia sarotra
- Blommersia variabilis
- Blommersia wittei
- Boehmantis microtympanum
- Boophis albilabris
- Boophis albipunctatus
- Boophis andohahela
- Boophis andrangoloaka
- Boophis andreonei
- Boophis anjanaharibeensis
- Boophis ankaratra
- Boophis arcanus
- Boophis axelmeyeri
- Boophis baetkei
- Boophis blommersae
- Boophis boehmei
- Boophis bottae
- Boophis brachychir
- Boophis burgeri
- Boophis calcaratus
- Boophis doulioti
- Boophis elenae
- Boophis englaenderi
- Boophis entingae
- Boophis erythrodactylus
- Boophis fayi
- Boophis feonnyala
- Boophis goudotii
- Boophis guibei
- Boophis haematopus
- Boophis haingana
- Boophis idae
- Boophis jaegeri
- Boophis laurenti
- Boophis liami
- Boophis lichenoides
- Boophis lilianae
- Boophis luciae
- Boophis luteus
- Boophis madagascariensis
- Boophis majori
- Boophis mandraka
- Boophis marojezensis
- Boophis miadana
- Boophis microtympanum
- Boophis miniatus
- Boophis narinsi
- Boophis obscurus
- Boophis occidentalis
- Boophis opisthodon
- Boophis pauliani
- Boophis periegetes
- Boophis picturatus
- Boophis piperatus
- Boophis popi
- Boophis praedictus
- Boophis pyrrhus
- Boophis quasiboehmei
- Boophis rappiodes
- Boophis reticulatus
- Boophis rhodoscelis
- Boophis roseipalmatus
- Boophis rufioculis
- Boophis sambirano
- Boophis sandrae
- Boophis schuboeae
- Boophis septentrionalis
- Boophis sibilans
- Boophis solomaso
- Boophis spinophis
- Boophis tampoka
- Boophis tasymena
- Boophis tephraeomystax
- Boophis tsilomaro
- Boophis ulftunni
- Boophis viridis
- Boophis vittatus
- Boophis williamsi
- Boophis xerophilus
- Gephyromantis ambohitra
- Gephyromantis asper
- Gephyromantis atsingy
- Gephyromantis azzurrae
- Gephyromantis blanci
- Gephyromantis boulengeri
- Gephyromantis cornutus
- Gephyromantis corvus
- Gephyromantis decaryi
- Gephyromantis eiselti
- Gephyromantis enki
- Gephyromantis granulatus
- Gephyromantis hintelmannae
- Gephyromantis horridus
- Gephyromantis klemmeri
- Gephyromantis leucocephalus
- Gephyromantis leucomaculatus
- Gephyromantis luteus
- Gephyromantis mafy
- Gephyromantis malagasius
- Gephyromantis moseri
- Gephyromantis plicifer
- Gephyromantis pseudoasper
- Gephyromantis ranjomavo
- Gephyromantis redimitus
- Gephyromantis rivicola
- Gephyromantis runewsweeki
- Gephyromantis salegy
- Gephyromantis schilfi
- Gephyromantis sculpturatus
- Gephyromantis silvanus
- Gephyromantis spiniferus
- Gephyromantis striatus
- Gephyromantis tahotra
- Gephyromantis tandroka
- Gephyromantis thelenae
- Gephyromantis tschenki
- Gephyromantis ventrimaculatus
- Gephyromantis verrucosus
- Gephyromantis webbi
- Gephyromantis zavona
- Guibemantis albolineatus
- Guibemantis annulatus
- Guibemantis bicalcaratus
- Guibemantis depressiceps
- Guibemantis flavobrunneus
- Guibemantis kathrinae
- Guibemantis liber
- Guibemantis pulcher
- Guibemantis punctatus
- Guibemantis timidus
- Guibemantis tornieri
- Guibemantis wattersoni
- Laliostoma labrosum
- Mantella aurantiaca
- Mantella baroni
- Mantella bernhardi
- Mantella betsileo
- Mantella cowanii
- Mantella crocea
- Mantella ebenaui
- Mantella expectata
- Mantella haraldmeieri
- Mantella laevigata
- Mantella madagascariensis
- Mantella manery
- Mantella milotympanum
- Mantella nigricans
- Mantella pulchra
- Mantella viridis
- Mantidactylus aerumnalis
- Mantidactylus albofrenatus
- Mantidactylus alutus
- Mantidactylus ambohimitombi
- Mantidactylus ambreensis
- Mantidactylus argenteus
- Mantidactylus bellyi
- Mantidactylus betsileanus
- Mantidactylus biporus
- Mantidactylus bourgati
- Mantidactylus brevipalmatus
- Mantidactylus charlotteae
- Mantidactylus cowanii
- Mantidactylus curtus
- Mantidactylus delormei
- Mantidactylus femoralis
- Mantidactylus grandidieri
- Mantidactylus guttulatus
- Mantidactylus lugubris
- Mantidactylus madecassus
- Mantidactylus majori
- Mantidactylus melanopleura
- Mantidactylus mocquardi
- Mantidactylus noralottae
- Mantidactylus opiparis
- Mantidactylus paidroa
- Mantidactylus pauliani
- Mantidactylus tricinctus
- Mantidactylus ulcerosus
- Mantidactylus zipperi
- Mantidactylus zolitschka
- Spinomantis aglavei
- Spinomantis bertini
- Spinomantis brunae
- Spinomantis elegans
- Spinomantis fimbriatus
- Spinomantis guibei
- Spinomantis massi
- Spinomantis microtis
- Spinomantis nussbaumi
- Spinomantis peraccae
- Spinomantis phantasticus
- Spinomantis tavaratra
- Tsingymantis antitra
- Wakea madinika